# Norwegische Fußballnationalmannschaft der Frauen/Olympische Spiele
Der Artikel beinhaltet eine ausführliche Darstellung der norwegischen Fußballnationalmannschaft der Frauen bei den Olympischen Sommerspielen. Norwegen konnte als erste Mannschaft die Siegesserie der US-amerikanischen Mannschaft unterbrechen und 2000 Olympiasieger werden und belegt im Medaillenspiegel nach acht Turnieren Platz 4.

## Die Nationalmannschaft bei den Olympischen Spielen

### Übersicht
| Olympische Spiele in | Teilnahme bis …    | Gegner    | Ergebnis       | Trainer/in        | Bemerkungen und Besonderheiten |
| -------------------- | ------------------ | --------- | -------------- | ----------------- | --- |
| Atlanta 1996         | Spiel um Platz 3   | Brasilien | Bronzemedaille | Even Pellerud     | |
| Sydney 2000          | Finale             | USA       | Goldmedaille   | Per-Mathias Høgmo | |
| Athen 2004           | nicht qualifiziert |           |                |                   | Als drittbeste europäische Mannschaft der WM 2003 nicht qualifiziert |
| Peking 2008          | Viertelfinale      | Brasilien | –              | Bjarne Berntsen   | |
| London 2012          | nicht qualifiziert |           |                |                   | Durch das Ausscheiden in der WM-Vorrunde nicht qualifiziert |
| Rio de Janeiro 2016  | nicht qualifiziert |           |                |                   | Norwegen traf in der Qualifikation für den letzten europäischen Startplatz auf die Niederlande, Schweden und die Schweiz. Mit nur einem Sieg bei 2 Niederlagen wurde der letzte Platz belegt. |
| Tokio 2020           | nicht qualifiziert |           |                |                   | Norwegen schied bei der WM 2019 im Viertelfinale gegen England aus. Da sich die britischen Verbände zuvor darauf geeinigt hatten eine gemeinsame Mannschaft nach Tokio zu schicken, sofern England eine der drei besten Mannschaften bei der WM würde und zwei weitere europäische Mannschaften ins WM-Halbfinale einzogen, verpasste Norwegen die Qualifikation. |
| Paris 2024           | nicht qualifiziert |           |                |                   | In der erstmals als Qualifikation ausgetragenen UEFA Women’s Nations League 2023/24 an Frankreich und Österreich gescheitert, das sich aber auch nicht qualifizieren konnte. |

## Die Turniere

### Olympia 1996 in Atlanta
Die Norwegerinnen waren durch das Erreichen des WM-Viertelfinales 1995 für das erste olympische Frauenfußballturnier qualifiziert. Als amtierender Weltmeister starteten sie mit einem 2:2 gegen Brasilien, gewannen dann in der WM-Finalrevanche mit 3:2 gegen Vize-Weltmeister Deutschland und sicherten sich mit einem 4:0 gegen Japan den Gruppensieg. Im Halbfinale gegen Gastgeber USA gingen sie zwar in der 18. Minute durch Linda Medalen in Führung, konnten diese aber nur knapp eine Stunde verteidigen. Da danach beiden kein weiteres Tor gelang, ging es in die Verlängerung, in der die erst vier Minuten zuvor eingewechselte Shannon MacMillan den Siegtreffer für die US-Girls erzielte. Im Spiel um den dritten Platz gegen Brasilien sicherte Ann Kristin Aarønes mit zwei Toren die Bronzemedaille. Aarønes war auch zusammen mit Medalen und der Brasilianerin Pretinha mit je vier Toren beste Torschützin des Turniers.

### Olympia 2000 in Sydney
Für das zweite olympische Turnier hatten sich die Norwegerinnen als beste europäische Mannschaft der WM 1999 qualifiziert. Im ersten Spiel trafen sie auf Weltmeister und Titelverteidiger USA und verloren mit 0:2. Mit einem 3:1-Sieg gegen Nigeria und einem 2:1 gegen die Volksrepublik China wurde dann aber noch der zweite Platz erreicht. Gegner im Halbfinale war Deutschland und durch ein Eigentor von Tina Wunderlich gewannen die Norwegerinnen mit 1:0. Im Finale kam es zur Wiederholung des Auftaktspiels gegen die USA, diesmal aber mit dem besseren Ende für die Nordeuropäerinnen, die zwar bereits in der fünften Minute in Rückstand gerieten, das Spiel in der Verlängerung aber mit 3:2 gewinnen konnten, wobei Dagny Mellgren den Siegtreffer erzielte. Mit dem Olympiasieg beendete Per-Mathias Høgmo seine Tätigkeit als Nationaltrainer. Es war auch der bisher letzte Titel für die Norwegerinnen.

### Olympia 2004 in Athen
Für das dritte olympische Frauenfußballturnier waren die Norwegerinnen als drittbeste europäische Mannschaft der WM 2003 nicht qualifiziert und konnten somit ihren Titel nicht verteidigen.

### Olympia 2008 in Peking
Für das Turnier in Peking waren die Norwegerinnen dann wieder als zweitbeste europäische Mannschaft der WM 2007 qualifiziert. Zum Turnier-Auftakt gewannen sie durch Tore in der zweiten und vierten Minute mit 2:0 gegen Titelverteidiger USA und brachten damit den USA auch die zweite der bisher einzigen beiden Niederlagen bei Olympischen Spielen bei. Gegen Neuseeland folgte dann ein 1:0, womit die Mannschaft bereits für die K.o.-Runde qualifiziert war. Die 1:5-Niederlage gegen Japan, bei der sie zwar durch die bereits in der 10. Minute eingewechselte Guro Knutsen Mienna in Führung gegangen waren, ließ sie aber auf den zweiten Platz zurückfallen. Im Viertelfinale verloren sie dann mit 1:2 gegen Vizeweltmeister Brasilien.

### Olympia 2012 in London
Die Teilnahme am Turnier in London verspielten die Norwegerinnen durch das Vorrundenaus bei der WM 2011.

### Olympia 2016 in Rio de Janeiro
Für das Turnier in Rio de Janeiro qualifizieren sich die drei besten europäischen Mannschaften der WM 2015. Da aber England, die beste europäische Mannschaft der WM bei Olympischen Spielen nicht startberechtigt war, konnte sich neben den zweit- und drittbesten europäischen Mannschaften aus Deutschland und Frankreich noch eine der vier im Achtelfinale ausgeschiedenen europäischen Mannschaften qualifizieren, zu denen auch die Norwegerinnen gehörten. Das dazu angesetzte Turnier fand Anfang März in den Niederlanden statt. Gegner der Norwegerinnen waren neben den Gastgeberinnen noch Schweden und die Schweiz. Nach einer 0:1-Niederlage gegen die Nachbarinnen wurden die Gastgeberinnen zwar mit 4:1 besiegt, das letzte Spiel aber mit 1:2 gegen die Schweiz verloren, als allerdings auch ein Sieg nicht mehr gereicht hatte, da die Schwedinnen mit 7 Punkten das Turnier gewannen.

### Olympia 2020 in Tokio
Durch die Viertelfinalniederlage bei der Weltmeisterschaft 2019 gegen England verpasste die norwegische Mannschaft die Olympischen Spiele. Denn neben England konnten sich noch Schweden und die Niederlande für das Halbfinale qualifizieren und nur die drei besten europäischen Mannschaften der WM konnten sich für die Olympischen Spiele qualifizieren. Im Unterschied zu 2015 hatten sich die britischen Verbände zuvor darauf geeinigt, eine gemeinsame Mannschaft nach Tokio zu schicken, wenn England eine der drei besten Mannschaften bei der WM würde.

### Olympia 2024 in Paris
Erstmals diente für die europäischen Mannschaften nicht die vorherige WM als Qualifikation für die Olympischen Spiele, sondern die zum ersten Mal ausgetragene UEFA Women’s Nations League. So hatten die Norwegerinnen, die bei der WM im Achtelfinale ausgeschieden waren, doch noch die Chance, sich für die Spiele in Paris zu qualifizieren. Aber nur die Gruppensieger der vier Liga-A-Gruppen konnten um zwei Tickets für die Olympischen Spiele spielen. In einer Gruppe mit Olympiagastgeber Frankreich, Österreich und Portugal belegten die Norwegerinnen aber nur den dritten Platz und sind damit als einziger bisheriger Olympiasieger nicht für Paris qualifiziert.

## Statistiken

### Bilanz gegen die Olympiasieger bei Olympischen Spielen
- USA: 4 Spiele – 2 Siege, 2 Niederlagen – 6:6 Tore
- Deutschland: 2 Spiele – 2 Siege – 4:2 Tore
- Kanada: 0 Spiele

## Spiele
Norwegen bestritten bisher 14 Spiele bei den Olympischen Spielen – die Hälfte der bisher maximal möglichen. Davon wurden neun gewonnen, vier verloren und eins endete remis. zweimal gingen Spiele in die Verlängerung, da ein Sieger ermittelt werden musste. Alle wurden durch Tore entschieden und davon je eins gewonnen und verloren.
Die Norwegerinnen spielten einmal gegen den Gastgeber, zweimal gegen den späteren Olympiasieger (1996 im Halbfinale und 2008 in der Vorrunde) und dreimal gegen den Titelverteidiger. Die Norwegerinnen spielte am häufigsten gegen die USA (4-mal). Häufigster letzte Gegner war Brasilien (2-mal). Ein Spiel war das bisher erste gegen den jeweiligen Gegner.
Norwegen spielte bisher gegen Mannschaften aller sechs Konföderationen und auch gegen deren Meister (11-mal), am häufigsten gegen Nordamerikameister (4-mal). Zweimal (2000) traf Norwegen auf den amtierenden Weltmeister, wobei sie je einmal gewannen und verloren.
Die meisten Spiele bestritt Torhüterin Bente Nordby, die in den zehn Spielen zum Einsatz kam. Die meisten Tore (je vier) erzielten Ann Kristin Aarønes, Linda Medalen und Marianne Pettersen.
| Nr. | Datum      | Ergebnis  | Gegner              | Austragungsort         | Anlass          | Bemerkung |
| --- | ---------- | --------- | ------------------- | ---------------------- | --------------- | --- |
| 1   | 21.07.1996 | 2:2       | Brasilien           | Washington, D.C. (USA) | Gruppenspiel    | Erstes Spiel gegen einen amtierenden Südamerikameister                                                                                           |
| 2   | 23.07.1996 | 3:2       | Deutschland         | Washington, D.C. (USA) | Gruppenspiel    | |
| 3   | 25.07.1996 | 4:0       | Japan               | Washington, D.C. (USA) | Gruppenspiel    | Erstes Spiel gegen Japan |
| 4   | 28.07.1996 | 1:2 n. V. | USA                 | Athens (USA)           | Halbfinale      | |
| 5   | 02.08.1996 | 2:0       | Brasilien           | Athens (USA)           | Spiel um Bronze | |
| 6   | 14.09.2000 | 0:2       | USA* (TV)           | Melbourne (AUS)        | Gruppenspiel    | |
| 7   | 17.09.2000 | 3:1       | Nigeria             | Canberra (AUS)         | Gruppenspiel    | |
| 8   | 20.09.2000 | 2:1       | Volksrepublik China | Canberra (AUS)         | Gruppenspiel    | |
| 9   | 24.09.2000 | 1:0       | Deutschland         | Sydney (AUS)           | Halbfinale      | |
| 10  | 28.09.2000 | 3:2 n. V. | USA* (TV)           | Sydney (AUS)           | Finale          | Erste olympische Goldmedaille 100. Spiel auf neutralem Platz 105. und letztes Länderspiel von Gro Espeseth Letztes Spiel unter Per-Mathias Høgmo |
| 11  | 06.08.2008 | 2:0       | USA (TV)            | Qinhuangdao (CHN)      | Gruppenspiel    | |
| 12  | 09.08.2008 | 1:0       | Neuseeland          | Qinhuangdao (CHN)      | Gruppenspiel    | |
| 13  | 12.08.2008 | 1:5       | Japan               | Shanghai (CHN)         | Gruppenspiel    | |
| 14  | 15.08.2008 | 1:2       | Brasilien           | Tianjin (CHN)          | Viertelfinale   | |

Anmerkung: Fett gesetzte Mannschaften waren zum Zeitpunkt des Spiels Kontinentalmeister, mit „*“ markierte Mannschaften waren Weltmeister.

## Rekorde
- Erster europäischer Goldmedaillengewinner: 2000
- Ann Kristin Aarønes erzielte das 50. Tor bei Olympischen Spielen der Frauen

Die norwegische Mannschaft erzielte nur gegen Japan ihre höchsten Siege und Niederlagen bei Olympischen Spielen:
- 4:0 (1996, Vorrunde) – erstes Spiel gegen Japan, zudem ein 4:0 in der WM-Vorrunde 1999
- 1:5 (2008, Vorrunde)